# Distant Horizons
Distant Horizons es el vigésimo primer álbum de estudio de Hawkwind, lanzado por Emergency Broadcast System Records en 1997.
El álbum está marcado por la ausencia del bajista Alan Davey, desvinculado del grupo por diferencias musicales a fines de 1996, quedando la banda momentáneamente constituida en cuarteto, con Dave Brock, Richard Chadwick, Jerry Richards y el cantante Ron Tree, quien grabó las pistas de bajo.

## Lista de canciones
1. "Distant Horizons" (Dave Brock, Richard Chadwick) – 5:19
2. "Phetamine Street" (Ron Tree) – 5:42
3. "Waimea Canyon Drive" (Brock) – 4:53
4. "Alchemy" (Jerry Richards, Chadwick) – 3:14
5. "Clouded Vision" (Brock) – 3:49
6. "Reptoid Vision" (Tree) – 7:39
7. "Population Overload" (Brock, Chadwick) – 6:51
8. "Wheels" (Richards, Chadwick) – 6:24
9. "Kauai" (Brock) / "Taxi for Max" (Brock) – 2:51
10. "Love in Space" (Brock) – 4:51

### Bonus tracks CD Atomhenge
1. "Archaic"
2. "Kauai" [alternate take]
3. "Morpheus"

## Personal
- Ron Tree: voz, bajo
- Dave Brock: guitarra, voz, teclados
- Jerry Richards: guitarra
- Richard Chadwick: batería